# 기생거세

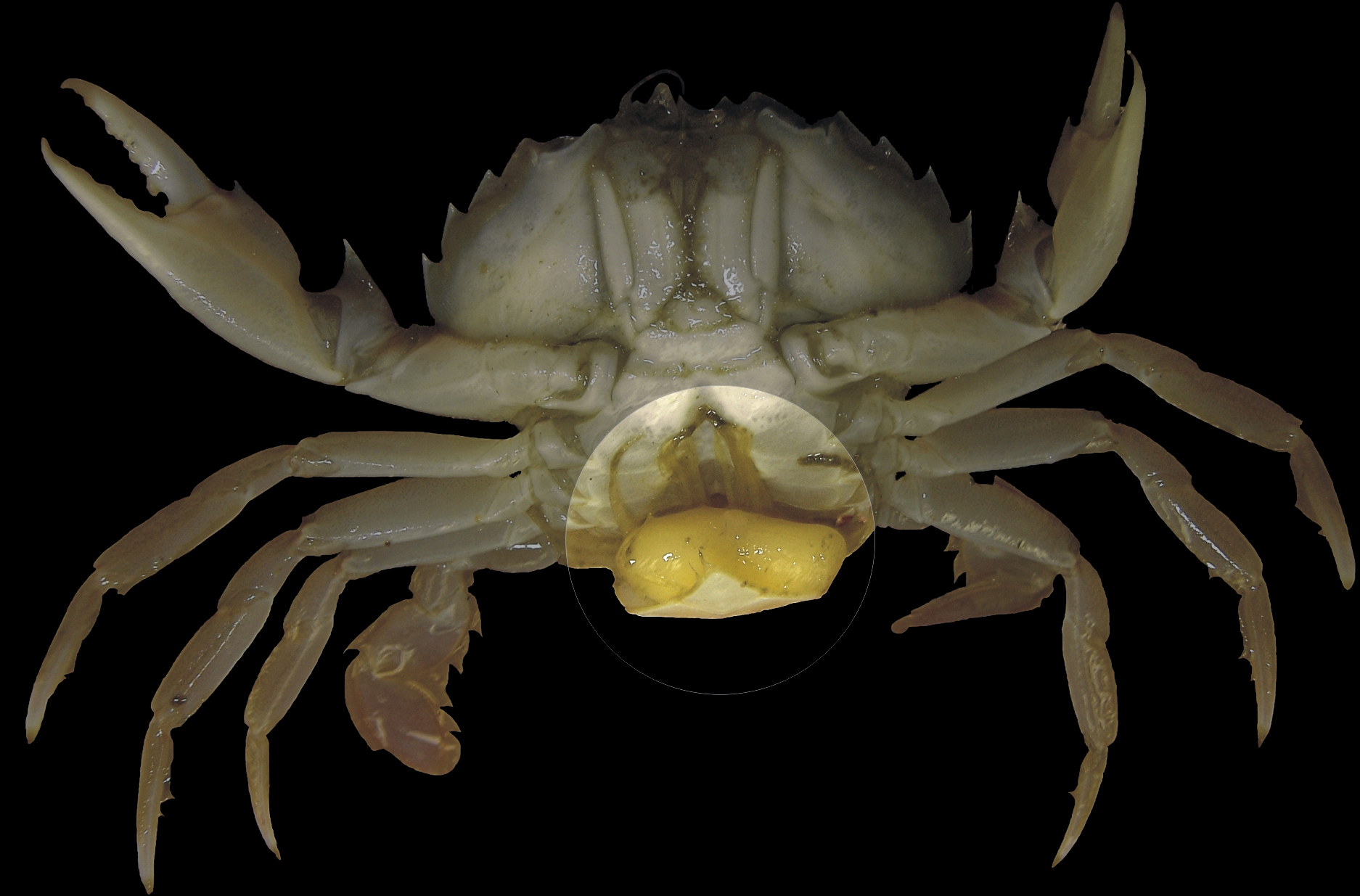

기생거세(parasitic castration)는 기생생물이 자기 이익을 위해 숙주의 생식능력을 부분적으로 또는 완전히 차단하는 것이다. 기생의 여섯 가지 주요 전략(기생거세, 직접감염, 흡수감염, 매개감염, 포식기생, 미소포식) 중 하나다.
사쿨리나가 게에게 기생하는 것처럼 유성생식 숙주의 성을 완전히 거세하는 경우도 있고, 따개비나 달팽이 같은 자웅동체 동물에게 기생한 기생충이 자웅동체 중 한 쪽 성만 거세하는 경우도 있다.

## 알려진 기생거세자 분류군
| 기생생물 분류군       | 기생생물 생물종                       | 숙주 분류군             | 숙주 생물종                          | 비고                                                                |
| --------------------- | ------------------------------------- | ----------------------- | ------------------------------------ | ------------------------------------------------------------------- |
| 원생생물 정단복합체충 | Mackinnonia tubificis                 | 환형동물 지렁이아강     | 실지렁이(Tubifex tubifex)            | 생식선을 파괴.                                                      |
| 원생생물 기이포자충   | Urosporidium charletti                | 촌충                    | Catenotaenia dendritica              | 기생충에게 기생하여 기생거세를 하는 중복기생거세자.(Hypercastrator) |
| 편형동물문 흡충       | Bucephalus mytili                     | 연체동물 이매패류       | 다양                                 | 생식선을 파괴, 숙주의 덩치가 커짐.                                  |
| 편형동물문 촌충       | 다양                                  | 어류 잉어과             | 다양                                 | 생식선을 파괴, 행동 변화.                                           |
| 절지동물문 등각목     | Hemioniscus balani                    | 절지동물문 만각목       | 다양한 따개비                        | 원래 자웅동체인 따개비의 웅성기관은 남겨두고 자성기관만 거세.       |
| 절지동물문 만각류     | 사쿨리나(Sacculina)                   | 절지동물문 십각목       | 다양한 게                            | 생식선 파괴. 행동 변화.                                             |
| 절지동물문            | 부채벌레                              | 절지동물문 벌 또는 매미 | 다양한 종                            | 수컷은 암컷화되고, 암컷은 자기 알이 아니라 부채벌레의 알을 낳게 됨. |
| 편형동물문 촌충       | Flamingolepis liguloides              | 절지동물문              | 아르테미아                           | 생식선 파괴. 행동 변화.                                             |
| 절지동물문            | 꼬리치레개미(Crematogaster sjostedti) | 식물계                  | 휘파람가시나무(Acacia drepanolobium) | 개미가 나무의 겹눈 분열조직을 제거하여 불임화시킴.                  |